# 2008年夏季残疾人奥林匹克运动会东帝汶代表团
2008年夏季残疾人奥林匹克运动会东帝汶代表团是东帝汶派出的2008年夏季残疾人奥林匹克运动会代表团。未获得奖牌。